# Paul Byron
Pour les articles homonymes, voir Byron.
Paul Byron (né le 27 avril 1989 à Ottawa, Ontario au Canada) est un joueur professionnel canadien de hockey sur glace.

## Biographie
En 2006, il porte les couleurs des Olympiques de Gatineau dans la Ligue de hockey junior majeur du Québec (LHJMQ) pendant 3 saisons. Il participe avec ce club à la Coupe Memorial en 2008. Il est ensuite repêché par les Sabres de Buffalo en 2007 à la 179e position. Il participe avec l'équipe LHJMQ au Défi ADT Canada-Russie en 2008. Le 25 juin 2011, Paul Byron est échangé par les Sabres de Buffalo avec Chris Butler aux Flames de Calgary en retour de Aleš Kotalík, Robyn Regehr et d'un choix de 2e tour en 2012 (Jake McCabe). Le 6 octobre 2015, alors que les Flames de Calgary le soumettent au ballotage, il est réclamé par les Canadiens de Montréal. Le 23 février 2016, il obtient une prolongation de contrat de 3 ans d'une valeur de 3,5 millions de dollars.
Il marque 11 buts, un sommet pour lui dans la LNH, dès sa première saison avec les Canadiens, ce qui lui vaut de remporter le Trophée Jacques-Beauchamp, remis au joueur ayant joué un rôle déterminant dans les succès de l’équipe sans en retirer d’honneur particulier. Il brise de nouveau son propre record avec 22 buts et 43 points récoltés durant la saison 2016-2017 et atteint de nouveau le plateau des 20 buts lors de la saison 2017-2018, se méritant le Trophée Jacques-Beauchamp pour une deuxième fois en trois ans. Il réalise également son premier tour du chapeau le 2 décembre 2017 dans une victoire de 10 à 1 contre les Red Wings de Détroit. Le 1er octobre 2018, il devient capitaine adjoint des Canadiens de Montréal.
Le 16 janvier 2019, il est suspendu trois matchs pour assaut à l'endroit de MacKenzie Weegar des Panthers de la Floride. En effet, lors de la mise en échec, les patins de Byron quittent la glace alors que Weegar n'a plus la rondelle. Weegar se venge le 26 mars 2019 en lui assénant un uppercut qui le met K.-O. lors d'un combat de très courte durée.
Les blessures s'accumulent par la suite et en été 2021, Byron subit une chirurgie à la hanche. Il ne joue que 27 matchs la saison suivante et aucun match lors de la saison 2022-2023. Il annonce sa retraite le 20 septembre 2023. Le jour même de son annonce, les Canadiens dévoilent qu'il devient consultant au développement des joueurs. Au cours de sa carrière dans la LNH, l'Ottavien aura cumulé 208 points dont 98 buts en 521 matchs.

## Famille
Paul Byron a comme épouse Sarah Leblond et il a deux enfants. Sa fille se nomme Elianna et le nom de son fils est Brysen.

## Statistiques
| Saison     | Équipe                 | Ligue          |     | Saison régulière | Saison régulière | Saison régulière | Saison régulière | Saison régulière |    | Séries éliminatoires | Séries éliminatoires | Séries éliminatoires | Séries éliminatoires | Séries éliminatoires |
| Saison     | Équipe                 | Ligue          | PJ  | B                | A                | Pts              | Pun              | PJ               | B  | A                    | Pts                  | Pun                  |                      |                      |
| 2006-2007  | Olympiques de Gatineau | LHJMQ          | 68  | 21               | 23               | 44               | 46               | 5                | 5  | 1                    | 6                    | 2                    |                      |                      |
| 2007-2008  | Olympiques de Gatineau | LHJMQ          | 52  | 37               | 31               | 68               | 25               | 19               | 21 | 11                   | 32                   | 12                   |                      |                      |
| 2008       | Olympiques de Gatineau | Coupe Memorial | -   | -                | -                | -                | -                | 3                | 1  | 1                    | 2                    | 0                    |                      |                      |
| 2008-2009  | Olympiques de Gatineau | LHJMQ          | 64  | 33               | 66               | 99               | 32               | 10               | 2  | 14                   | 16                   | 4                    |                      |                      |
| 2009-2010  | Pirates de Portland    | LAH            | 57  | 14               | 19               | 33               | 59               | 4                | 0  | 0                    | 0                    | 0                    |                      |                      |
| 2010-2011  | Pirates de Portland    | LAH            | 67  | 26               | 27               | 53               | 52               | 12               | 2  | 5                    | 7                    | 6                    |                      |                      |
| 2010-2011  | Sabres de Buffalo      | LNH            | 8   | 1                | 1                | 2                | 2                | -                | -  | -                    | -                    | -                    |                      |                      |
| 2011-2012  | Heat d'Abbotsford      | LAH            | 39  | 7                | 14               | 21               | 40               | 8                | 1  | 3                    | 4                    | 2                    |                      |                      |
| 2011-2012  | Flames de Calgary      | LNH            | 22  | 3                | 2                | 5                | 2                | -                | -  | -                    | -                    | -                    |                      |                      |
| 2012-2013  | Heat d'Abbotsford      | LAH            | 38  | 6                | 9                | 15               | 38               | -                | -  | -                    | -                    | -                    |                      |                      |
| 2012-2013  | Flames de Calgary      | LNH            | 4   | 0                | 1                | 1                | 2                | -                | -  | -                    | -                    | -                    |                      |                      |
| 2013-2014  | Heat d'Abbotsford      | LAH            | 23  | 5                | 13               | 18               | 4                | -                | -  | -                    | -                    | -                    |                      |                      |
| 2013-2014  | Flames de Calgary      | LNH            | 47  | 7                | 14               | 21               | 27               | -                | -  | -                    | -                    | -                    |                      |                      |
| 2014-2015  | Flames de Calgary      | LNH            | 57  | 6                | 13               | 19               | 8                | -                | -  | -                    | -                    | -                    |                      |                      |
| 2015-2016  | Canadiens de Montréal  | LNH            | 62  | 11               | 7                | 18               | 11               | -                | -  | -                    | -                    | -                    |                      |                      |
| 2016-2017  | Canadiens de Montréal  | LNH            | 81  | 22               | 21               | 43               | 29               | 6                | 1  | 0                    | 1                    | 0                    |                      |                      |
| 2017-2018  | Canadiens de Montréal  | LNH            | 82  | 20               | 15               | 35               | 23               | -                | -  | -                    | -                    | -                    |                      |                      |
| 2018-2019  | Canadiens de Montréal  | LNH            | 56  | 15               | 16               | 31               | 17               | -                | -  | -                    | -                    | -                    |                      |                      |
| 2019-2020  | Canadiens de Montréal  | LNH            | 29  | 4                | 6                | 10               | 4                | 10               | 1  | 3                    | 4                    | 6                    |                      |                      |
| 2020-2021  | Canadiens de Montréal  | LNH            | 46  | 5                | 11               | 16               | 12               | 22               | 3  | 3                    | 6                    | 10                   |                      |                      |
| 2021-2022  | Canadiens de Montréal  | LNH            | 27  | 4                | 3                | 7                | 2                | -                | -  | -                    | -                    | -                    |                      |                      |
| Totaux LNH | Totaux LNH             | Totaux LNH     | 521 | 98               | 110              | 208              | 139              | 38               | 5  | 6                    | 11                   | 16                   |                      |                      |

## Trophées et honneurs individuels

### LNH - Canadiens de Montréal
- 2015-2016 : remporte le trophée Jacques-Beauchamp (1)
- 2017-2018 : remporte le trophée Jacques-Beauchamp (2)